# Любимо-Марьевка
Любимо-Марьевка (укр. Любимо-Мар'ївка) — село в Тавричанской сельской общине Каховского района Херсонской области Украины.
Население по переписи 2001 года составляло 92 человека. Почтовый индекс — 74801. Телефонный код — 5536. Код КОАТУУ — 6523581502.

## Местный совет
74845, Херсонская обл., Каховский р-н, с. Дудчино, ул. Украинская